# Maine Pyar Kiya
Maine Pyar Kiya (hindi: मैने प्यार किया, urdu: مینے پیار کیا, tłumaczenie: "Jestem zakochany", inne tytuły: "Maine Pyaar Kiya", angielskie: "I Fell in Love", " When Love Calls", rosyjski: "Я полюбил") – indyjski film z Bollywoodu, w którym w 1989 roku zadebiutował Salman Khan. Reżyser i scenarzysta debiutujący tu: Sooraj R. Barjatya, potem autor Hum Aapke Hain Koun...!, Main Prem Ki Diwani Hoon, Vivah.
Film był hitem roku 1989 w Indiach, jednym z największych w latach 80. Rozsławił imię Salman Khana.

## Obsada
- Salman Khan – Prem
- Bhagyashree – Suman
- Laxmikant Berde – Manohar
- Alok Nath – Karan, ojciec Suman
- Rajeev Verma – Kishan, ojciec Prema
- Reema Lagoo – Kaushlya, matka Prema
- Ajit Vachani – Ranjeet
- Pervin Dastur – Seema
- Mohnish Behl – Jeevan

## Nagrody
- Nagroda Filmfare dla Najlepszego Filmu – producent: Tarachand Barjatya
- Nagroda Filmfare za Najlepszy Debiut – Salman Khan
- nominacja do Nagrody Filmfare dla Najlepszego Aktora – Salaman Khan
- Nagroda Filmfare za Najlepszy Playback Męski – Balasubramaniam S.P. w piosence "Dil deewana bin sajna ke".
- Nagroda Filmfare za Najlepszą Muzykę – Raam Laxman

## Piosenki
Twórcą muzyki był – Raam Laxman
- Aate Jaate
- Aaya Mausam Dosti Ka
- Dil Deewana
- Aaja Shaam Hone Aayi
- Kabootar Ja Ja Ja
- Mere Rang Mein Rangne Wali
- Maine Pyar Kiya
- Kahe Toh Se Sajna
- Antakshri